# Sopeñano
Sopeñano es una localidad perteneciente al municipio de Valle de Mena, en la provincia de Burgos, comunidad autónoma de Castilla y León, España. En 2018 contaba con 166 habitantes.
La Comisión de Fiestas de Sopeñano tradicionalmente organiza sus fiestas el último fin de semana de agosto.